# Predsednik vlade Portugalske
Predsednik vlade Portugalske (portugalščina: Primeiro-Ministro; izgovorjava [pɾiˈmɐjɾu miˈniʃtɾu]) je naziv vodje vlade Portugalske. Premier usklajuje delovanje ministrov, zastopa vlado Portugalske pri drugih državnih organih, odgovoren je parlamentu in obvešča predsednika. Premier lahko opravlja funkcijo šefa vlade s portfeljem enega ali več ministrstev.
Število mandatov, ki jih lahko oseba opravlja kot predsednik vlade, ni omejeno. Predsednika vlade imenuje predsednik republike po parlamentarnih volitvah in po zaslišanju strank, zastopanih v parlamentu. Običajno je imenovana oseba vodja največje parlamentarne stranke,, vendar obstajajo tudi izjeme.

## Zgodovina
Od srednjega veka so nekateri častniki portugalske krone pridobili prednost pred drugimi in služili kot nekakšni predsedniki vlad. Sčasoma je vloga glavnega častnika krone padla na kanclerja -mor, mordomo-mor (župan palače) in escrivão da puridade (kraljev osebni sekretar).
Prvi sodobni portugalski premier je bil Pedro de Sousa Holstein, markiz Palmela, ki je 24. septembra 1834 prisegel kot predsednik vlade Conselho de Ministros (predsednik Sveta ministrov). Leta 1911 je uradni naziv premierja postal Presidente do Ministério (predsednik ministrstva). Leta 1933 se ga je poimenovalo Presidente do Conselho de Ministros.
Sedanji naziv primeiro-Ministro (premier) je bil uveden z ustavo iz leta 1976 po revoluciji 25. april 1974.

## Seznam
Trenutni portugalski predsednik vlade je Luís Montenegro, ki je funkcijo nastopil 2. aprila 2024 kot 14. premier tretje portugalske republike. Uradna rezidenca predsednika vlade je dvorec ob palači São Bento, ki jo v zmedi pogosto imenujejo tudi "palača São Bento".
Portugalski premieri tretje portugalske republike:
- 1. Mário Soares (2 mandata); 1. Mário Soares (Mário Alberto Nobre Lópes Soares) (3 mandati);
- 2. Alfredo Nobre da Costa;
- 3. Carlos Mota Pinto;
- 4. Maria de Lourdes Pintasilgo;
- 5. Francisco Sá Carneiro;
- (v. d.) Diogo Freitas do Amaral - podpredsednik vlade;
- 6. Francisco Pinto Balsemão;
- 7. Aníbal Cavaco Silva (3 mandati);
- 8. António Guterres (2 mandata);
- 9. José Manuel Barroso
- 10. Santana Lopes
- 11. José Sócrates (2 mandata);
- 12. Passos Coelho (2 mandata);
- 13. António Costa (2 mandata);
- 14. Luís Montenegro

## Rezidenca predsednika vlade
Tik za glavno stavbo skupščine republike je dvorec, ki služi kot prebivališče in urad portugalskega premierja. Dvorec iz leta 1877 je bil zgrajen na vrtu starega samostana, v katerem je bil portugalski parlament. Uradna rezidenca predsednika vlade je od leta 1938, ko se je tja preselil Salazar. Čeprav je to uradna rezidenca predsednika vlade, v dvorcu v času mandata niso živeli vsi dosedanji predsedniki.
António Costa, sedanji premier, ne živi v rezidenci.